# Mats Granström
Mats Granström, född den 3 februari 1983, är en svensk friidrottare (långdistans), som från år 2007 tävlar för Spårvägens FK, tidigare Eksjö Södra IK. Han vann SM-guld på 10 000 meter år 2006 samt deltog också i det vinnande laget i korta terrängen år 2007. Han deltog i Finnkampen 2006 och kom då på tredje plats på både 5 000 och 10 000 meter. Även år 2010 deltog han och upprepade då tredjeplatsen på 10 000 meter.

## Personliga rekord
Utomhus 
- 800 meter – 1:59,14 (Karlstad 26 juli 2007)[6]
- 1 500 meter – 3:56,36 (Stockholm 22 juli 2008)[6]
- 1 500 meter – 3:50,43 (Sävedalen 11 augusti 2006)[7]
- 3 000 meter – 8:15,50 (Malmö 3 augusti 2010)[6][7]
- 5 000 meter – 14:13,71 (Stockholm 22 juni 2010)[7]
- 5 000 meter – 14:14,83 (Stockholm 31 augusti 2010)[6][8]
- 5 000 meter – 14:18,73 (Sollentuna 14 juli 2006)[9]
- 10 000 meter – 29:07,24 (Helsingfors, Finland 28 augusti 2010)[6][7][8]
- 10 000 meter – 30:22,56 (Sollentuna 16 juli 2006)[9]
- 10 km landsväg – 30:57 (Stockholm 19 augusti 2006)[6]
- 10 km landsväg – 31:00 (Stockholm 19 augusti 2006)[8]
- Halvmaraton – 1:07:41 (Stockholm 11 september 2010)[6][8]
- 2 000 meter hinder – 5:55,19 (Söderhamn 12 augusti 2005)[6]